# 榊原仟
榊原 仟（さかきばら しげる、1910年（明治43年）10月13日 - 1979年（昭和54年）9月28日）は、日本の医学者。心臓外科の世界的権威として知られた。

## 人物・生涯
福井県福井市宝永上町に開業医の四男として生まれ、兄に榊原亨がいる。幕臣・榊原職直の後裔である。
旧制福井中学（現福井県立藤島高等学校）を経て、第六高等学校時代の1930年（昭和5年）、帝大生であった次兄・周と上京中の母が和田倉門辺りでタクシー乗車中に交通事故に遭い、母は頸髄損傷が元で、周も間もなく亡くなった。その後東京帝国大学に進み医学部を卒業。都築正男教授の医学部第二外科講座に入局。大学同期に、若月俊一、津川武一、近藤宏二など。
第二次世界大戦中は軍医としてフィリピン戦線に従軍し、1943年（昭和18年）には東京帝大医学部の支援で同仁会が設立した上海同仁大学の教授として赴任するが、日本の降伏後に同大は接収されたため、46年に帰国し東京帝大医学部第二外科講座で医局長を担う。50年に東京女子医科大学外科主任教授に就任し、56年には執刀した心臓手術がTBSラジオで史上初の実況中継が行われた。
1967年（昭和42年）6月、自らが発起人となり財団法人日本心臓血圧研究振興会を設立し、日本心臓血管外科学会会長も務めた。73年から76年まで筑波大学副学長。77年に東京・代々木（新宿駅南口）に心臓病専門の榊原記念病院を創設した。
俳優の田宮二郎と交友があり、この縁で田宮は東京女子医大にある学生用の手術見学室に通って榊原の手術を見学した。当時、フジテレビ本社が東京女子医大の隣にあった事もあり、テレビドラマ『白い巨塔』の収録中も田宮は頻繁に同見学室に通った。この経験が財前五郎の役作りに大きく役立ったという。 

## 開設病院
- 日本心臓血圧研究所（現：東京女子医科大学心臓病センター）
- 医療法人福井心臓血圧センター/福井循環器病院
- 榊原記念病院

## 著書
- 榊原仟、田口利八、水上達三、渡辺武『私の履歴書 第49集』日本経済新聞社、1973年。
  - 緒方知三郎、冲中重雄、小汀利得、坂口謹一郎、榊原仟、塚本憲甫『私の履歴書 文化人 18』日本経済新聞社、1984年6月。ISBN 4532030889
- 『心臓を語る』主婦の友社、1972年。
  - 『新編 心臓を語る』主婦の友社、1979年。
- 『心臓病の正しい知識』東洋経済新報社、1974年。
- 『心臓外科学』南江堂、1975年9月。
- 『現代家庭医学百科』共著、主婦の友社、1980年。
- 『医の心』中公文庫、1987年2月。ISBN 4122013992
榊原の執刀で僧帽弁狭窄症の手術を受けた澤地久枝が「あとがき」を書いている。